# Johann Krieger
Pour les articles homonymes, voir Krieger.
Ne doit pas être confondu avec Adam Krieger ou Johann Philipp Krieger.

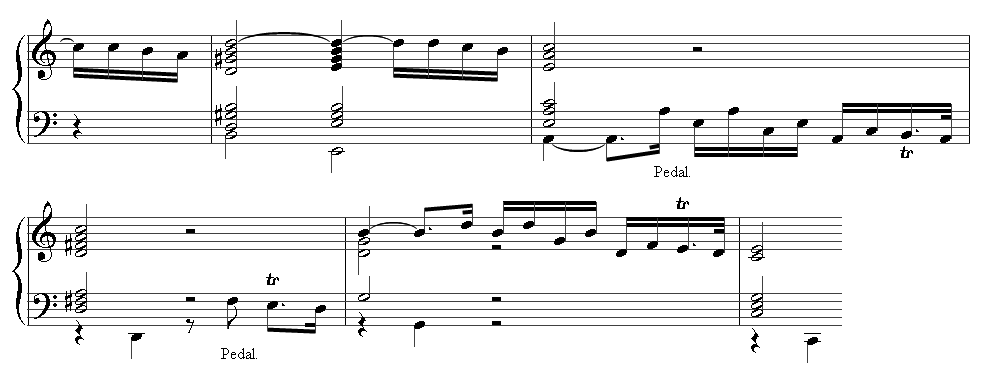
Partition de Johann Krieger

Johann Krieger est un compositeur et organiste allemand, né à Nuremberg le 28 décembre 1651 et mort à Zittau le 18 juillet 1735.

## Biographie
Selon Johann Mattheson, il est l'élève du maître de chapelle Heinrich Schwemmer à l'église Saint-Sébald de Nuremberg. Il étudie ensuite le clavier avec Georg Caspar Wecker de 1661 à 1668, et peut-être la composition, en même temps que son frère Johann Philipp, à Zeitz, en 1671.
En 1672, il devient organiste à Bayreuth, occupant le poste que son frère avait quitté peu de temps avant.
De 1678 à 1680, il est organiste à Greiz puis, de 1680 à 1682, il est nommé à Eisenberg, avant de devenir chantre de l'église St. Johannis de Zittau, où il demeure jusqu'à la fin de sa vie.

## Œuvre

### Compositions pour clavier
Admiré par Johann Mattheson et Georg Friedrich Haendel pour sa maîtrise du contrepoint, il publie en 1697 et 1698 des recueils pour clavier, contenant des suites et diverses pièces :
- Sechs musikalischen Partien Nuremberg (1697)
- Anmuthige Clavier-Übung, Nuremberg (1699)

### Musique vocale
Son œuvre compte également de la musique sacrée destinée au culte, mais seulement 33 de ses 235 œuvres de ce genre nous sont parvenues. Plusieurs, encore à l'état de manuscrits, ont été détruites dans un incendie en 1757, pendant la Guerre de Sept Ans. Les 33 œuvres connues sont les suivantes :

#### Cantatas
Toutes sont pour 4 voix et instruments d'accompagnement, sauf indications contraires.
- Confitebor tibi Domine (1686)
- Danket dem Herrn (1687)
- Danksaget dem Vater (1688)
- Der Herr ist mein Licht, 2v (s.d.)
- Dies ist der Tag (1687)
- Dominus illuminatio mea, 1v (1690)
- Frohlocket Gott in allen Landen (before 1717)
- Gelobet sey der Herr (1698)
- Gott ist unser Zuversicht (s.d.)
- Halleluja, lobet den Herrn (1685)
- Nun dancket alle Gott (1717)
- Rühmet den Herrn (s.d.)
- Sulamith, auf, auf zum Waffen, 5v (1717)
- Zion jaucht mit Freuden, 1v (s.d.)

#### Motets
- Also hat Gott die Welt geliebet (1717)
- Delectare in Domino (1717)
- Ihr Feinde weichet weg (1717)
- In te Domine speravi, 1v
- Laudate Dominum omnes gentes, 5v
- Laudate pueri Dominum, 3v

#### Magnificats et fragments de messes
- 2 Magnificats, 4v
- 5 Sanctus, 2 à 4v

#### Lieder et arias
Il est également le compositeur d'un recueil de chansons sacrées et profanes pour une à quatre voix :
- Neue musicalische Ergetzligkeit, Frankfurt et Leipzig (1684)
  - Première partie : 30 chants sacrés
  - Deuxième partie : 34 lieder profanes
  - Troisième partie : Arias tirés de Singspiels

Les arias sont tirés de Singspiels aujourd'hui perdus.
On connaît en outre 19 chansons de circonstances, publiées à l'unité dans divers recueils entre 1684 and 1697, et au moins un lieder profane supplémentaire.

### Musique instrumentale
- Sonata à 5 en la mineur pour 2 violons (ou hautbois, ou flûtes), 2 altos, violone (ou basson) et basse continue, tirée d'un manuscrit de Charles Babel (1696)

## Enregistrements
- 2008 : Harpsichord Recital (Musicaphon) : enregistrement 5 pièces pour le clavecin par Claudia Schweitzer
- 2009 : Johann Krieger : Ich habe mein Liebgen im Garten gesehen (CPO) : enregistrement de 16 lieder et arias du recueil Neue Musicalische Ergetzligkeit par Jan Kobow, Julia von Landsberg et United Continuo Ensemble
- 2012 : Himmels-Lieder (Christophorus) : enregistrements du lied Gedancken eines Sterbenden par Franz Vitzthum et le Capricornus Consort de Bâle
- 2020 : Complete Harpsichord and Organ Music (Brillant Classics) : enregistrement de 38 pièces pour le clavecin et l'orgue (2 CD) par Alejandro Casal.